# 618 Batalion Wschodni
618 Batalion Wschodni (niem Ost-Bataillon 618, ros. 618-й восточный батальон) – kolaboracyjny oddział wojskowy Wehrmachtu złożony z Rosjan podczas II wojny światowej

## Historia
Na przełomie 1942/1943 roku w okupowanym Trubczewsku z inicjatywy rtm. Wuppermana został sformowany Batalion Straży Ludowej, na czele którego stanął por. Herbert. Funkcję jego zastępcy pełnił P. N. Konowałow. Wkrótce jako 4 Batalion wszedł w skład Ochotniczego Pułku "Desna". Miał trzy kompanie strzeleckie i jedną karabinów maszynowych. Trzon oddziału stanowili członkowie miejscowego samorządu rosyjskiego i policji pomocniczej. Później batalion zasili byli jeńcy wojenni z Armii Czerwonej. Na początku 1943 roku został przemianowany na 618 Batalion Wschodni. Oddział był podporządkowany Grupie Bojowej "Jolasse", w I połowie maja tego roku Grupie Bojowej "Wagner", w II połowie maja XXXXVII Korpusowi Pancernemu, od początku czerwca 532 Obszarowi Tyłowemu, zaś od połowy sierpnia 9 Armii. W listopadzie 1943 roku batalion przeniesiono do okupowanej północnej Francji, gdzie w kwietniu 1944 r. podporządkowano 15 Armii. Stacjonował w rejonie Valenciennes, a następnie Calais. Po wylądowaniu wojsk alianckich w Normandii na początku czerwca tego roku, batalion poniósł w sierpniu bardzo duże straty. Resztki oddziału w listopadzie trafiły na poligon w Münsingen, gdzie weszły w skład nowo formowanej 1 Dywizji Piechoty Sił Zbrojnych Komitetu Wyzwolenia Narodów Rosji.